# 원덕역 열차 추돌사고
원덕역 열차 추돌 사고는 2017년 9월 13일 오전 4시 30분경 중앙선 원덕역~양평역사이에서 시운전하던 8200호대 후행열차(EL 8252)가 앞서가던 8500호대 선행열차(EL 8569)를 들이받은 사고이다.이 사고로 후행열차 기관사 1명이 사망하고 6명이 부상당했다. 이 사고로 해당 구간을 운행하던 수도권 전철 경의·중앙선은 상,하행선 운행이 전면 중단되었다가 오후 7시 35분 단선교차운행이 재개되었고 현장수습 마무리후 양방향 정상운행에 들어갔다.